# 위장출혈
위장출혈(胃腸出血, gastrointestinal bleeding, GI bleed, gastrointestinal hemorrhage)은 입에서 직장으로까지 이어지는 위장관 내의 모든 형태의 출혈이다. 단시간에 상당한 혈액이 소산될 경우 토혈, 커피양토물, 혈변, 흑변을 포함한 증상이 나타날 수 있다. 장기간에 걸쳐 적은 양의 출혈이 발생하면 철 결핍성 빈혈을 유발하여 피로나 협심증이 발생할 수 있다. 그 밖에 복통, 호흡곤란, 창백한 피부, 실신과 같은 증상이 나타날 수 있다. 적은 양의 출혈이 있는 사람들의 경우 무증상인 경우도 있다.
출혈은 일반적으로 크게 상부 위장관 출혈, 하부 위장관 출혈이라는 두 분류로 나눌 수 있다. 상부 위장관 출혈의 병인은 다음을 포함한다: 위궤양, 식도정맥류 (간경변 및 암 등으로 인한) 하부 위장관 출혈의 병인은 다음을 포함한다: 치질, 암, 염증성 장 질환 등. 진단은 일반적으로 혈액 검사와 더불어 병력 확인과 신체검사로 시작한다. 적은 양의 출혈은 배설물 잠재 출혈 시험을 통해 검출할 수 있다. 상부 및 하부 위장관의 내시경 검사를 통해 출혈 부위를 찾아낼 수 있다. 분명하지 않은 상황에서는 의학 영상이 유용하다.
초기 치료는 수액과 수혈을 포함할 수 있는 소생법에 초점을 둔다. 헤모글로빈이 70~80g/L 미만이 아닌 경우 수혈은 권장되지 않는다. 특정한 경우 양성자 펌프 억제제, 옥트레오타이드, 항생물질을 이용한 치료를 고려할 수 있다. 다른 측정이 효과적이지 않다면, 식도정맥류로 간주되는 사람들에게 식도 풍선을 시도할 수 있다. 24시간 이내에 상부 위장관 내시경, 대장내시경이 일반적으로 권장되며 진단과 동시에 치료 또한 허용할 수 있다.
상부 위장출혈은 하부 위장출혈 보다 더 흔하다. 상부 위장출혈은 한 해에 100,000명 성인 중 50~150명에게 발생한다. 하부 위장출혈은 한 해에 100,000명 중 20~30명에게 발생하는 것으로 짐작된다. 이로 인해 미국에서만 한 해에 약 300,000명이 입원한다. 위장출혈로 인한 사망 위험은 5%에서 30% 사이이다. 출혈 위험은 남성에게 더 흔하며 나이가 듦에 따라 증가한다.